# Korinthoszi Szövetség

A makedón királyság II. Philipposz halála után. A korinthoszi szövetség tagjait sárga szín jelzi.

A Korinthoszi Szövetség vagy Pánhellén Szövetség görög városállamok szövetsége, koinonja volt, amelyet II. Philipposz makedón király hozott létre a khairóneiai csata után, i. e. 338-337 telén, hogy könnyebben használhassa fel a szövetség tagjainak haderejét a perzsák ellen készülő háborúban. A szövetség elnevezése modern történészektől származik, az első gyűlés helye (Korinthosz) után.

## Előzmények
Philipposz i. e. 359-ben került Makedónia trónjára, amikor országát a széthullás veszélye fenyegette. 23 éves uralkodása alatt azonban a romokban heverő országot világhatalommá tette, megteremtette az eljövendő birodalom politikai, katonai és pénzügyi alapjait, és sikerült Makedóniát politikailag egységesítenie. A két vezető görög városállammal, Athénnal és Thébaival szembeni ütközetre i. e. 338-ban került sor Khairóneia síkján, ahol bebizonyosodott az újszerű, szarisszákkal ellátott makedón phalanx fölénye a klasszikus phalanx ellenében. Ezzel Philipposz már egész Görögország urává vált. A khairóneiai ütközet egy korszak és egyben a politikailag elkülönülő görög poliszok végét jelentette, megteremtve a későbbi modern Görögország alapjait.

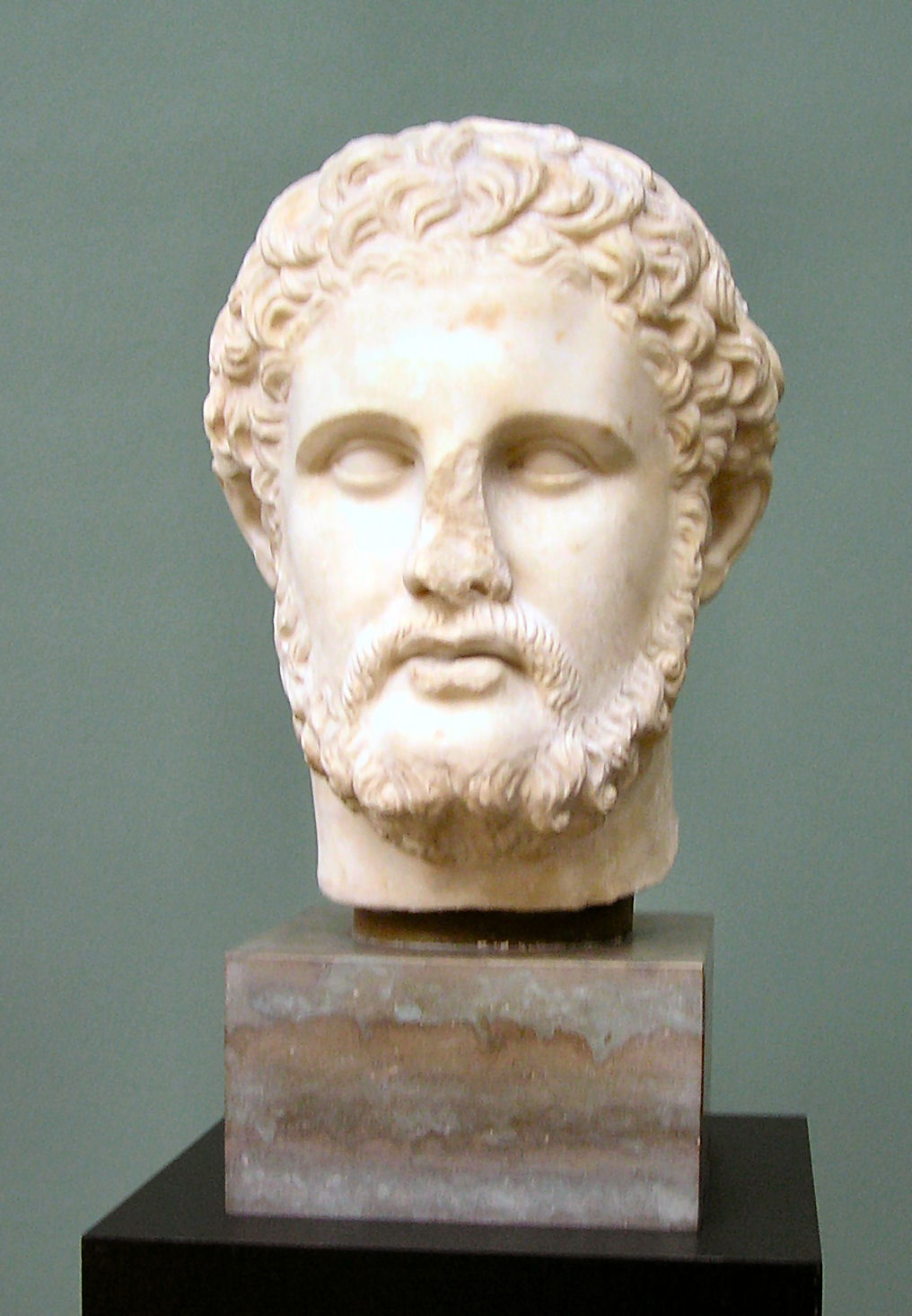
II. Philipposz makedón király

Ez a vereség Thébainak a Boiót Szövetségen belül betöltött vezető szerepének végét is jelentette, mérsékelt demokráciáját egy szűk oligarchia uralma váltotta fel. Athén egy Makedóniával kötött formális szövetség árán elérte, hogy csak szövetségeseit veszítse el, klérukhiáit viszont ne. Dél-Görögország többi állama is szövetségi szerződést kötött a makedónokkal, élükre pedig makedónbarát kormányzatok kerültek. Egyedül a spártaiak voltak azok, akik elutasítottak az alávetettségnek bármely formáját, amiért a makedónok határterületeik egy részét ellenséges szomszédaiknak adták. I. e. 337-ben Korinthoszban összegyűltek a szövetségesek, hogy törvényesítsék az új helyzetet, és Philipposz politikai rendszerét közös békével szentesítsék.

## A szövetség
A korinthoszi gyűlésen minden résztvevő felesküdött, hogy békében fognak élni egymással, és hadat viselnek, ha valamelyikük megsérti a békét, vagy ha a hégemón (a makedón király) erre szólítja fel őket. A közös szövetségi hadseregbe mindegyik városnak lakossága alapján kellett katonákat küldenie. Kimondták mindegyik fél makedón védnökség alatti függetlenségét, valamint megtiltották a belső politikai változásokat és a társadalmi reformokat. A szövetséget egy szünedrion (főtanács) irányította, amelybe az összes szövetséges képviselőt küldött, a végrehajtással pedig Philipposz volt megbízva. A hivatalos megfogalmazás szerint a szövetség célja a háborúskodás megszüntetése volt, azonban a közös béke valójában a Philipposszal rokonszenvező kormányzatok rendszerét hozta létre, és stabilitásukat biztosította. Nem lenne helyes azonban a szövetséget egyszerűen elnyomó szervezetnek minősíteni. Mint nemzetközi döntéshozó fórum, hasznos szerepet játszhatott az egyes szomszédok közötti viták rendezésében, mielőtt az ellentétek háborúhoz vezettek volna.
A gyűlés a 4. századra a széthullás szélére került Perzsiának is hadat üzent. Nem lehet pontosan tudni, Philipposzban mikor merült fel a Perzsia elleni háború gondolata. A források csak uralkodásának utolsó szakaszában tesznek erről említést, és III. Artaxerxész perzsa király sem tett komolyabb lépéseket a makedón terjeszkedés ellen, amíg nem közvetlenül perzsa területek kerültek veszélybe. Philipposz kivárta, amíg Dél-Görögországban sikerült tartósan stabilizálnia a helyzetét, a khairóneiai csatával pedig elérkezettnek látta a pillanatot a háborús szándék kinyilvánítására. A csata előtt nem sokkal Artaxerxészt is meggyilkolták, az így kialakult dinasztikus viszály közepette pedig Egyiptomban és Babilonban is lázadás tört ki. Ennek is köszönhető, hogy Philipposz elérte, hogy hadat üzenjenek Perzsiának Xerxész istentelen tetteinek megbosszulására és Kis-Ázsia görög városainak felszabadítására. Szövetségesei támogatták a hadüzenetet, megszavazták az egyes államok katonai hozzájárulását, és megtiltották, hogy bárki görög létére a perzsák oldalán harcoljon (médiszmosz). Ezt azért volt fontos kijelenteni, mert ebben az időben a perzsák már gyakran görög zsoldosok szolgálatait vették igénybe hadjárataikhoz (ld. kunaxai csata). Az egyesült haderő vezetője természetesen Philipposz volt. I. e. 336 tavaszán már komoly hadműveletek kezdődtek a Hellészpontoszhoz közeli kis-ázsiai görög városállamok felszabadítására, azonban Philipposznak már nem maradt ideje, hogy átvegye a parancsnokságot, ugyanis még ugyanezen év őszén merénylet áldozata lett. A parancsnokság utódjára, III. Alexandroszra – ismertebb nevén Nagy Sándorra – szállt.

## Nagy Sándor idején

### A hatalomátvétel
A szövetség népszerűtlenségét és a makedón hegemóniával szembeni elégedetlenséget jól mutatja, hogy Philipposz halálának hírére komoly mozgalmak indultak Görögország déli részén. Fia, a később Nagy Sándor névvel illetett Alexandrosz azonban azonnal határozottan, de önmérséklettel cselekedett: először megválasztatta magát a Thesszáliai Szövetség arkhónjának (ezt a címet apja is birtokolta), majd az amphiktüonia vezetőjének. Ezután a thébaiakat is jobb belátásra bírta, mire az athéniak is jobbnak látták, ha szövetségesek nélkül nem szállnak szembe Makedóniával. A Korinthoszban összeülő szünedrion megerősítette Alexandroszt az apja által teremtett tisztségben: a görögök vezére a Perzsia elleni háborúban. A szövetség pedig a Philipposz által teremtett alapelvek alapján működött tovább. Alexandrosz távollétében a szövetség tényleges vezetője a veterán diplomata, Antipatrosz lett.

### A thébai lázadás

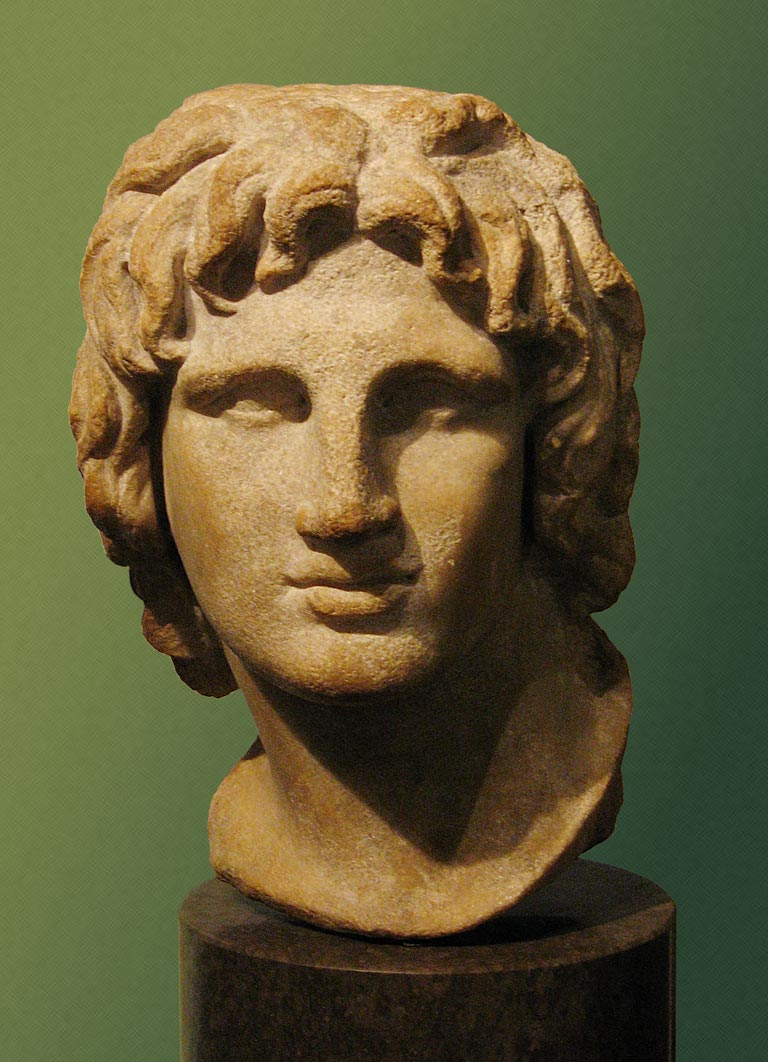
Nagy Sándor

I. e. 336 őszén Alexandrosz annak tudatában, hogy Dél-Görögországban minden rendben van, visszatért Makedóniába, a következő év tavaszán pedig elindította a triballoszok elleni hadjáratát. Az északi hadjárattól távol eső déli részeken azonban lábra kapott az a szóbeszéd, hogy Alexandroszt meggyilkolták. A makedónok ellen hosszú idő óta küzdő Démoszthenész az athéni népgyűlés előtt még egy Alexandrosz halálát igazoló szemtanút is bemutatott. Thébaiban a hír hallatára lázadás tört ki, és ostrom alá vették a város fellegvárát, a Kadmeiát. Eltörölték a Philipposz által hatalomra segített oligarchikus kormányzatot, s már demokratikus rendszerben határoztak arról, hogy szembeszállnak a makedónokkal. A thébaiak az i. e. 336-ban trónra lépett III. Dareiosz perzsa király anyagi támogatását is élvezték, így fel tudták teljes polgárságukat fegyverezni. Éliszben is kisebb forradalom zajlott.
Alexandrosz közel félezer kilométerre volt a lázadástól, katonái sem voltak frissek, azonban a helyzet súlyosságára való tekintettel 13 napos erőltetett menettel sikerült a helyszínre érkeznie csapataival. Alexandrosz lehetőséget adott a thébaiaknak arra, hogy visszatérjenek a szövetségbe, azonban a reakciók ellenségesek voltak. A thébaiak szemében Alexandrosz zsarnok és elnyomó volt, míg a perzsa király a görögök szabadságának védelmezője. Természetesen nem volt lehetőség kompromisszumra. A thébaiak a végsőkig kitartottak, a várost pedig megdöbbentő vérontás közepette foglalták el. A mészárlásban, amelyben több mint hatezren pusztultak el, Thébai hagyományos ellenségei (Phókisz, Theszpiai, Plataia és Orkhoménosz) is részt vettek, akiknek részvételével az ostrom után összehívták a korinthoszi szövetség ad hoc gyűlését, amelyen az események gyorsaságára való tekintetettel a többi görög városállam delegátusa nem tudott részt venni. Ez a – Thébai ellenségeiből álló – gyűlés határozott tehát az életben maradtak sorsáról. A vita során még Thébai hajdani perzsabarátságát is felhozták Xerxész hadjárata idején, és az ítélkezők felelevenítették az Iszthmoszi Szövetség esküjét, hogy meg fogják büntetni a várost. A kíméletlenül szigorú döntés értelmében, amelyet így kegyes tettnek állíthattak be, a mintegy 30 000 thébai túlélő rabszolgasorsba jutott, a várost a Kadmeia erődjének és az Alexandrosz által nagy becsben tartott Pindarosz házának kivételével lerombolták, területét pedig szétosztották szomszédai között. Alexandrosznak tehát úgy sikerült neki igen kedvező döntést elérnie, hogy még csak nem is ő hozta az ítéletet. Görögország egyik legtekintélyesebb városának ilyen módon való elpusztítása Alexandrosz perzsa hadjáratai idején kiváló elrettentésnek bizonyult a további felkelésekkel szemben. A lázadással korábban szimpatizáló városok pedig hanyatt-homlok próbálták visszaállítani korábbi álláspontjukat. Az athéniak is ismét Alexandrosz kegyeit keresték, aki azonban követelte Démoszthenész és hét további makedón-ellenes uszító államférfi és hadvezér kiadatását (köztük Lükurgoszét, Polüektoszét és Kharidémoszét is). Démadésznek azonban sikerült meggyőznie Alexandroszt, hogy álljon el ettől a szándékától, ugyanis a Perzsia ellen készülő háborúban nagy szüksége van az athéniakra.
Alexandrosz ezzel útra kelhetett Perzsia elleni hadjáratára, melyre magával vitt a görög szövetségesektől 7000 gyalogost és 600 lovast is, akik között akadtak olyanok is, akik hazájuk értékes polgárai, így tulajdonképpen túszok voltak, akiknek távolléte segített megelőzni egy esetleges újabb görögországi lázadást.

## A szövetség feloszlása és utóélete
I. e. 331-ben, a megalopoliszi csata után, Spártát is rákényszerítették, hogy csatlakozzon a Korinthoszi Szövetséghez. A szövetség i. e. 322-ben, a lamiai háború után feloszlott. I. e. 302-ben I. Antigonosz makedón király és fia, Démétriosz Poliorkétész, megpróbálták újjáéleszteni a Kasszandrosz ellen vívott küzdelmükben.